# Südhörn
Südhörn ist eine Kolonie und ein Ortsteil in der Ortschaft Strackholt der ostfriesischen Gemeinde Großefehn.

## Lage
Südhörn liegt südlich des Strackholter Dorfkerns, südwestlich von Zwischenbergen sowie westlich von Fiebing. Am Ortsrand von Südhörn fließt der Leekentief.

## Geschichte
Die seit 1871 bestehende Kolonie hat ihren Namen vom norddeutschen Wort Hörn. Hörn ist eine Bezeichnung für Spitze, Ecke, Winkel oder Landspitze. Südhörn bedeutet also ein südlich gelegener Winkel.